# Yangwang
Yangwang (chinês: 仰望, pinyin: Yǎngwàng, literalmente 'olhar para cima' ou 'admirar') é uma marca chinesa de automóveis elétricos de luxo, propriedade da BYD Auto. Lançada oficialmente em 5 de janeiro de 2023, a marca posiciona-se no segmento de alto padrão, com veículos com preços acima de CN¥ 1 milhão (aproximadamente US$ 140.000), destinados a competir com fabricantes europeus tradicionais.[carece de fontes?]
A Yangwang é caracterizada por suas tecnologias proprietárias inovadoras, notavelmente a plataforma de quatro motores independentes e⁴ (易四方, Yìsìfāng) e o sistema inteligente de controle de carroçaria DiSus (云辇, Yúnniǎn), que permitem funcionalidades únicas de desempenho, segurança e manobrabilidade.[carece de fontes?] Seus primeiros modelos são o SUV off-road de luxo U8 e o supercarro elétrico U9, seguidos pelo sedã de ultra-luxo U7.

## História
A BYD registrou a marca Yangwang em novembro de 2022. A apresentação oficial ocorreu em um evento em Shenzhen, em 5 de janeiro de 2023, onde o fundador e presidente da BYD, Wang Chuanfu, revelou os dois primeiros modelos, o U8 e o U9. Na ocasião, Chuanfu declarou que a Yangwang iria "remodelar o cenário do mercado de luxo global", desafiando o domínio de longa data de marcas estrangeiras.

## Tecnologia
A identidade da Yangwang é definida por duas plataformas tecnológicas centrais desenvolvidas pela BYD.

### Plataforma e⁴ (Yi Si Fang)
A e⁴ é uma arquitetura de propulsão com quatro motores elétricos independentes, um para cada roda. Esta configuração permite um controle vetorial de torque preciso e instantâneo, superando a velocidade de resposta dos sistemas de tração integral (AWD) convencionais em até 100 vezes. A plataforma habilita várias funcionalidades de segurança e manobra:
- Giro de 360° (Tank Turn): Ao girar as rodas de um lado para a frente e as do outro para trás simultaneamente, os veículos podem realizar um giro de 360 graus sobre o próprio eixo, facilitando manobras em espaços apertados. A função é possível devido ao alto torque de cada motor (320-420 Nm) que vence o atrito dos pneus.[4]
- Controle em caso de furo de pneu: Se um pneu estourar a alta velocidade (até 120 km/h), o sistema pode ajustar o torque das três rodas restantes em milissegundos para manter a estabilidade do veículo e permitir uma parada segura.[carece de fontes?]
- Modo de Flutuação de Emergência: Desenvolvido para situações de inundação, este modo é ativado quando o veículo entra em águas profundas. Automaticamente, o sistema fecha as janelas, abre o teto solar (como rota de fuga), eleva a suspensão ao nível máximo e desliga o motor a combustão (no U8). Os motores elétricos nas rodas permitem que o veículo se desloque na água a até 3 km/h por até 30 minutos.[5]
- Movimento Lateral (Crab Walk): O veículo pode se mover lateralmente ao esterçar todas as rodas na mesma direção, útil para estacionar ou desviar de obstáculos.

### Sistema de Controle da Carroçaria DiSus (Yunnian)
O DiSus é o sistema de controle inteligente e adaptativo da carroçaria da BYD, projetado para otimizar o conforto, a agilidade e a segurança em todas as condições. Existem várias versões do sistema:
- DiSus-P (Hidráulico): Utilizado no Yangwang U8, é um sistema de suspensão hidráulica que oferece um curso de suspensão ajustável de até 200 mm. Ele permite que o U8 eleve sua altura para superar terrenos difíceis e é essencial para o funcionamento de funcionalidades como o "tank turn".[6]
- DiSus-X: A versão mais avançada, que estreou no supercarro U9. O DiSus-X integra controle vertical, lateral e longitudinal, permitindo que o carro "dance", "salte" e até mesmo ande sobre três rodas em caso de um pneu furado, demonstrando um controle de carroçaria sem precedentes.[carece de fontes?]
- DiSus-Z: Lançado com o sedã U7, é o primeiro sistema de suspensão do mundo a usar motores eletromagnéticos de acionamento direto em vez de amortecedores hidráulicos. Com um tempo de resposta de apenas 10 milissegundos, oferece um controle de amortecimento extremamente rápido e preciso. O sistema também pode recuperar energia a partir do movimento da suspensão, de forma semelhante à frenagem regenerativa.[carece de fontes?]

## Modelos
A linha de produtos da Yangwang inclui um SUV, um supercarro e um sedã.

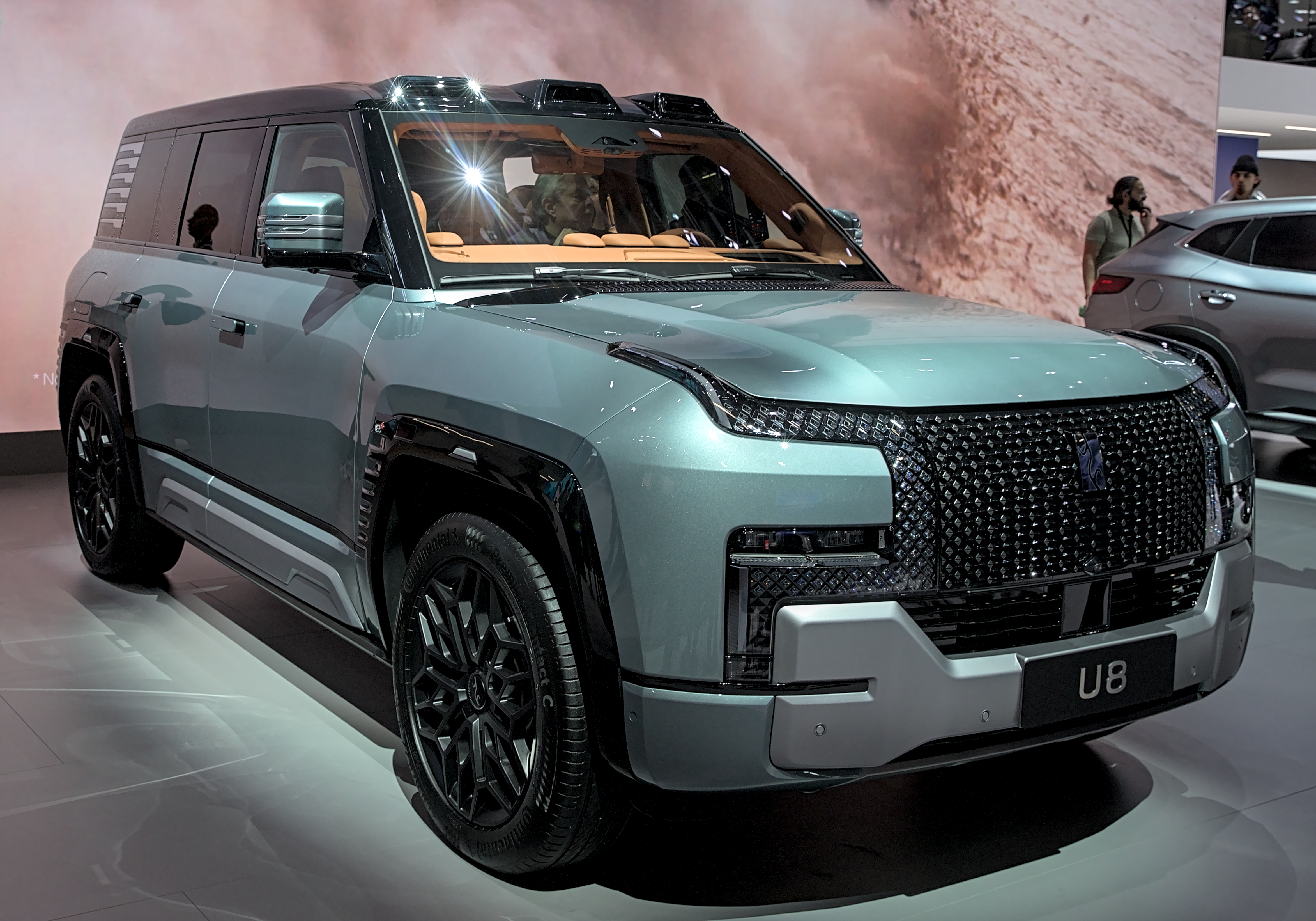
Yangwang U8

### Yangwang U8
O Yangwang U8 é um SUV off-road de luxo e o primeiro modelo de produção da marca. Lançado em 20 de setembro de 2023, ele combina a plataforma e⁴ com um motor 2.0L turbo a gasolina que atua como extensor de autonomia, alimentando uma bateria LFP Blade de 49.05 kWh.[carece de fontes?] É equipado com 38 sensores, incluindo 3 LiDARs, para funções de condução autônoma avançada. Seu interior luxuoso conta com um painel de instrumentos de 23,6 polegadas, uma tela central OLED de 12,8 polegadas e duas telas de 12,8 polegadas para os passageiros traseiros.
| Característica        | Especificação                                            |
| --------------------- | -------------------------------------------------------- |
| Motorização           | Quad-Motor Elétrico + 2.0L Turbo (Extensor de Autonomia) |
| Potência              | 1.197 cv (880 kW)                                        |
| Torque                | 1.280 Nm                                                 |
| Bateria               | 49.05 kWh LFP Blade                                      |
| Autonomia (CLTC)      | 1.000 km (combinada) / 180 km (elétrica)                 |
| 0-100 km/h            | 3,6 segundos                                             |
| Velocidade Máx.       | 200 km/h (limitada)                                      |
| Dimensões (C×L×A)     | 5319 × 2050 × 1930 mm                                    |
| Peso                  | 3.460 kg                                                 |
| Capacidade de imersão | 1.000 mm (1.400 mm com snorkel opcional)                 |
| Preço (Lançamento)    | CN¥ 1.098.000                                            |

### Yangwang U9
O Yangwang U9 é um supercarro elétrico de dois lugares que foi colocado à venda em fevereiro de 2024.[carece de fontes?] Ele é construído sobre a plataforma e⁴ e é o primeiro veículo a ser equipado com o sistema de suspensão DiSus-X, que lhe confere a capacidade de "pular" e andar sobre três rodas. Sua bateria LFP Blade de 80 kWh pode ser carregada de 30% a 80% em apenas 10 minutos usando um carregador de 500 kW. A aerodinâmica agressiva gera uma força descendente significativa para estabilidade em alta velocidade.
| Característica     | Especificação         |
| ------------------ | --------------------- |
| Motorização        | Quad-Motor Elétrico   |
| Potência           | 1.306 cv (960 kW)     |
| Torque             | 1.680 Nm              |
| Bateria            | 80 kWh LFP Blade      |
| Autonomia (CLTC)   | 450 km                |
| 0-100 km/h         | 2,36 segundos         |
| Velocidade Máx.    | 309 km/h              |
| Dimensões (C×L×A)  | 4966 × 2029 × 1295 mm |
| Peso               | 2.475 kg              |
| Preço (Lançamento) | CN¥ 1.680.000         |

### Yangwang U7
O Yangwang U7 é um sedã de luxo de grande porte, lançado em março de 2025. Ele se destaca por um coeficiente de arrasto (Cd) excepcionalmente baixo de 0,195, um dos mais baixos para um carro de produção. É o primeiro modelo a utilizar o sistema de suspensão eletromagnética DiSus-Z. Equipado com a plataforma e⁴, ele também possui três LiDARs e o avançado sistema de assistência ao motorista "God's Eye A".
| Característica     | Especificação           |
| ------------------ | ----------------------- |
| Motorização        | Quad-Motor Elétrico     |
| Potência           | 1.306 cv (960 kW)       |
| Torque             | 1.280 Nm                |
| Bateria            | 135.5 kWh LFP Blade     |
| Autonomia (CLTC)   | 800 km                  |
| 0-100 km/h         | 2,9 segundos            |
| Velocidade Máx.    | 270 km/h (limitada)     |
| Dimensões (C×L×A)  | 5265 × 1988 × 1517 mm   |
| Peso               | 3.095 kg                |
| Preço (Lançamento) | A partir de CN¥ 628.000 |

### Prêmios
- A cor "Argyle Purple" do Yangwang U9 recebeu o Supreme Gold Award no International CMF Design Awards de 2024.[carece de fontes?]